# Perkinsiella lineata
Perkinsiella lineata är en insektsart som beskrevs av Frederick Arthur Godfrey Muir 1916. Perkinsiella lineata ingår i släktet Perkinsiella och familjen sporrstritar. Inga underarter finns listade i Catalogue of Life.